# Inflatable Antenna Experiment
L'Inflatable Antenna Experiment (IAE) va ser un experiment de la NASA que va començar el 19 de maig de 1996, que consistia en una antena inflable feta de mylar que es va llançar des del Transbordador espacial Endeavour durant la missió STS-77 de 1996, en cooperació amb el satèl·lit Spartan-207.
L'antena es va inflar correctament, separant-se de l'Spartan-207, abans de tornar a entrar a l'atmosfera de la Terra uns dies més tard, el 22 de maig. L'IAE pretenia preparar el desenvolupament d'estructures inflables lleugeres per a aplicacions espacials. L'IAE va ser construït per LGarde, Inc., una companyia aeroespacial estatunidenca amb seu al comtat d'Orange, Califòrnia.